# Cornisepta rostrata
Cornisepta rostrata is een slakkensoort uit de familie van de Fissurellidae. De wetenschappelijke naam van de soort is voor het eerst geldig gepubliceerd in 1864 door Seguenza.